# Miersia leporina
Miersia leporina är en amaryllisväxtart som beskrevs av Pierfelice Ravenna. Miersia leporina ingår i släktet Miersia och familjen amaryllisväxter. Inga underarter finns listade i Catalogue of Life.